# Francisco de Paula Lasso de la Vega

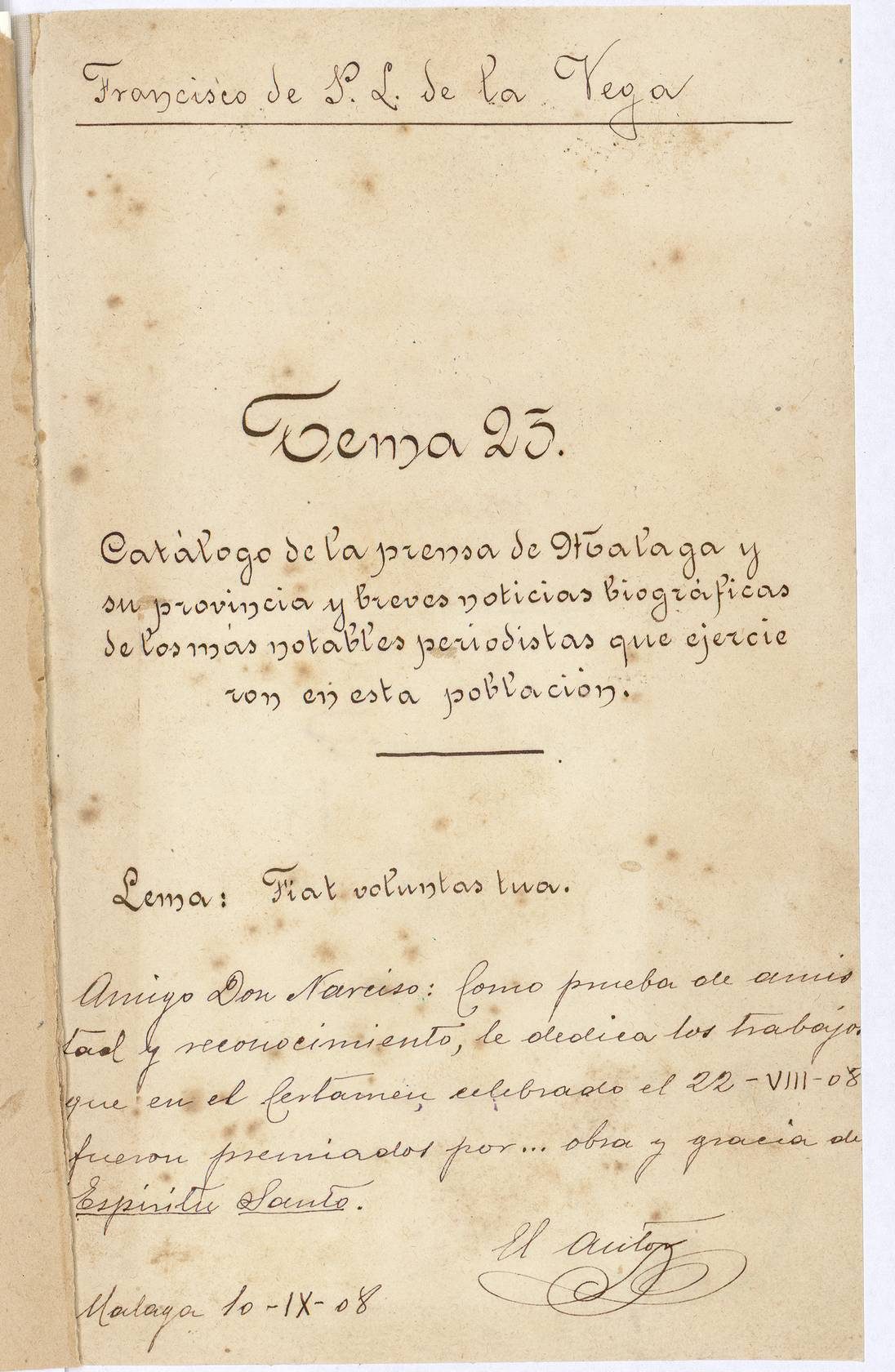
Página de título del ensayo manuscrito Apuntes para la formación de una catálogo de periódicos en España (Málaga, 1908) del investigador, bibliófilo y bibliógrafo malagueño Francisco de Paula Lasso de la Vega, con dedicatoria del autor a Narciso Díaz de Escovar, su socio en estudios de historia. Facsímil de la Biblioteca Provincial Cánovas del Castillo, Málaga (España).

Francisco de Paula Lasso de la Vega (Málaga, 1874 - ibídem) fue un bibliotecario, historiador e investigador español.

## Obra
Su trabajo más conocido es el catálogo construido junto con el polígrafo Narciso Díaz de Escobar y José Bernat y Durán, Historia del Teatro Español. El teatro español en el siglo XIX y XX, que fue publicado en 1924 por la editorial Montaner y Simon de Barcelona. Todo parece indicar -por el tipo de investigación y el formato de catálogo- que el peso del trabajo lo llevaron a cabo Lasso de la Vega y, en el apéndice dedicado a la dramaturgia en Levante y Cataluña, José Bernat; aunque con el tiempo ha llegado a ser 'la obra' más representativa y valiosa de Díaz de Escobar.. 
En esa misma línea de erudita investigación bibliográfica están sus Apuntes para la formación de una catálogo de periódicos en España y el Ensayo de una colección bibliografica, de los libros, folletos... (ambos manuscritos, y fechados en 1908).